# 897
897 (DCCCXCVII) var ett normalår som började en lördag i den julianska kalendern.

## Händelser

### Augusti
- Augusti – Sedan Stefan VI har blivit mördad tidigare samma månad väljs Romanus till påve.

### November
- November – Romanus blir "gjord till munk", vilket är en omskrivning för att han blir avsatt.

### December
- December – Efter Romanus avsättning väljs Theodor II till påve. Han avlider dock efter endast 20 dagar på posten.

### Okänt datum
- Kejsar Uda av Japan efterträds av kejsar Daigo.

## Födda
- Ngo Quyen, Vietnams förste kung.
- Theodora II av Tusculum, romersk senator.

## Avlidna
- Augusti – Stefan VI, påve sedan 896 (mördad genom strypning).
- November – Romanus, påve sedan augusti detta år.
- December – Theodor II, påve sedan december detta år.
- Ragnhild Eriksdotter, drottning av Norge sedan slutet av 800-talet, gift med Harald Hårfager.
- Zhaozhou, kinesisk Zen-mästare.
- Jinseong, regerande drottning av Silla.